# Nadiya Ke Paar (1982)
Nadiya Ke Paar (Hindi नदिया के पार, „über den Fluss“) ist ein Hindi-Film aus dem Jahr 1982.

## Handlung
Ein Farmer lebt mit seinen beiden Söhnen Omkar und Chandan im indischen Bundesstaat Uttar Pradesh. Er wird krank und wird von einem Mann aus einem anderen Dorf behandelt. Als sich sein Gesundheitszustand bessert, will er seine Schuld begleichen. Doch anstatt einer Bezahlung, will er den ältesten Sohn als Schwiegersohn. Der Farmer akzeptiert die Bedingung und Omkar heiratet Roopa und sie beginnen ein glückliches Leben.
Roopa bekommt auch bald ein Baby, während ihre Schwester Gunja sich heimlich in Chandan verliebt hat. Bald bekommt Roopa Wind davon und will, dass die beiden heiraten. Plötzlich stirbt sie an einem Unfall und niemand weiß von Gunjas und Chandans Liebe. Ihre Eltern entscheiden sich für eine Heirat mit Omkar, damit sie sich um Roopas Baby kümmern kann.
Ende gut, alles gut: Omkar erfährt zufällig von einem heimlichen Gespräch der beiden und bringt die beiden wieder zusammen. Gunja und Chandan heiraten, ohne auf Widerstand zu stoßen.

## Musik
| Songtitel                              | Sänger/in              |
| -------------------------------------- | ---------------------- |
| Gunja Re Chandan                       | Hemlata, Suresh Wadkar |
| Jab Tak Pure Na Ho Phere Saat          | Hemlata                |
| Jab Tak Pure Na Ho Phere Saat – Part 2 |                        |
| Jogi Ji Dheere Dheere                  |                        |
| Kaun Disha Mein Leke Chala             | Hemlata, Jaspal Singh  |
| Sanchi Kahe Toe Aavan Se               | Jaspal Singh           |

## Dies und Das
Der Blockbuster Hum Aapke Hain Koun…! ist das Remake von diesem Film.